# 47e corps d'armée (Allemagne)
Pour les articles homonymes, voir 47e corps.
Le 47e corps d'armée (en allemand : XXXXVII. Armeekorps) était un corps d'armée de l'armée de terre allemande, la Heer, au sein de la Wehrmacht pendant la Seconde Guerre mondiale.

## Hiérarchie des unités
| Nom          | Nbre d'hommes       | Unités subalternes                | Grade de commandement                 |
| ------------ | ------------------- | --------------------------------- | ------------------------------------- |
| Heeresgruppe | + 300 000           | 2 à + Armeen (Armées)             | Generaloberst ou Generalfeldmarschall |
| Armee        | + 100 000 - 300 000 | 2 à + Armeekorps (Corps d'armées) | General ou Generaloberst              |
| Armeekorps   | + 30 000 - 80 000   | 2 à + Divisionen (Division)       | Generalleutnant ou General            |
| Division     | + 10 000 – 20 000   | 2 à 6 Brigaden (Brigade)          | Generalmajor ou Generalleutnant       |
| Brigade      | + 3 000 – 5 000     | jusqu'à 3 Regimentern (Régiment)  | Oberst ou Generalmajor                |

## Historique
Le XXXXVII. Armeekorps a été créé le 20 juin 1940.

Le 25 novembre 1940, il est formé sous le nom de Generalkommando (motorisiert) XXXXVII. Armeekorps à Hanovre dans la Wehrkreis VII. 
Il est renommé XXXXVII. Panzerkorps le 21 juin 1942. 

## Organisation

### Commandants successifs
| Date                             | Grade                  | Commandant       |
| -------------------------------- | ---------------------- | ---------------- |
| 6 janvier 1941 - 31 janvier 1942 | General der Artillerie | Joachim Lemelsen |

### Chef des Generalstabes
| Date                        | Grade       | Commandant      |
| --------------------------- | ----------- | --------------- |
| 25 novembre 1940 - Mai 1942 | Oberst i.G. | Rudolf Bamler   |
| Mai 1942 - 21 juin 1942     | Oberst i.G. | Walter Reinhard |

### 1. Generalstabsoffizier (Ia)
| Date                            | Grade      | Commandant           |
| ------------------------------- | ---------- | -------------------- |
| 25 novembre 1940 - 21 juin 1942 | Major i.G. | Helmuth von Wissmann |

## Théâtres d'opérations
- Allemagne : Novembre 1940 - Mai 1941
- Pologne: Mai 1941 - Juin 1941

## Ordre de batailles

### Rattachement d'Armées
| Date     | Armée          | Groupe d'Armées    |
| -------- | -------------- | ------------------ |
| 1940     |                |                    |
| Décembre | 11. Armee      | Heeresgruppe C     |
| 1941     |                |                    |
| Janvier  | 11. Armee      | Heeresgruppe C     |
| Mai      | Panzergruppe 2 | OKH                |
| Juin     | Panzergruppe 2 | Heeresgruppe Mitte |
| 1942     |                |                    |
| Janvier  | 2. Panzerarmee | Heeresgruppe Mitte |

### Unités subordonnées

#### Unités organiques
- Arko 130
- Korps-Nachrichten-Abteilung 447
- Korps-Nachschubtruppen 447
- Ost-Bataillon 447

#### Unités rattachées
8 juin 1941
- 29. Infanterie-Division
- 17. Panzer-Division
- 18. Panzer-Division
- 167. Infanterie-Division

27 juin 1941
- 18. Panzer-Division
- 17. Panzer-Division

3 septembre 1941
- 17. Panzer-Division
- 18. Panzer-Division
- 29. Infanterie-Division (mot.)

2 octobre 1941
- 29. Infanterie-Division (mot.)
- 17. Panzer-Division
- 18. Panzer-Division

2 avril 1942
- Gruppe Eberbach (4. Panzer-Division)
- 134. Infanterie-Division
- Infanterie-Regiment "Groß-Deutschland"
- Gruppe v. Stenkhoff (Stab Pz.J.Abt. 529)

2 mai 1942
- 4. Panzer-Division
- 211. Infanterie-Division
- 208. Infanterie-Division
- 17. Panzer-Division
- 18. Panzer-Division
- 339. Infanterie-Division

2 juin 1942
- 211. Infanterie-Division
- 208. Infanterie-Division
- 17. Panzer-Division
- 18. Panzer-Division
- 339. Infanterie-Division
- Infanterie-Regiment 348
- Infanterie-Regiment 396

2 juillet 1942
- 211. Infanterie-Division
- 208. Infanterie-Division
- 17. Panzer-Division
- 18. Panzer-Division
- 216. Infanterie-Division
- Infanterie-Sturm-Bataillon
- Pionier-Sturm-Bataillon

## Sources
- XXXXVII. Armeekorps sur Lexikon-der-wehrmacht.de